# Opel P4

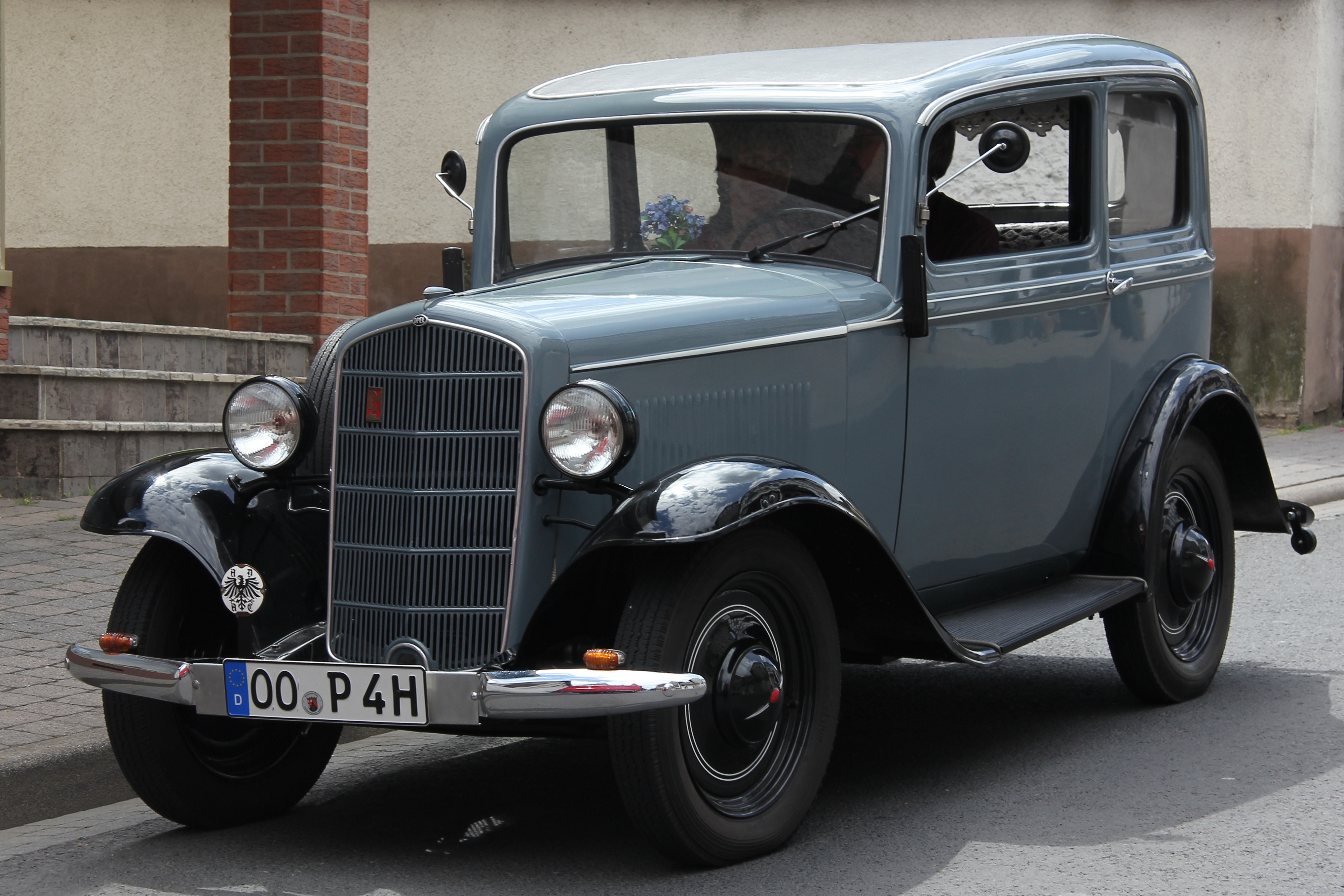
Opel P4, Baujahr 1936

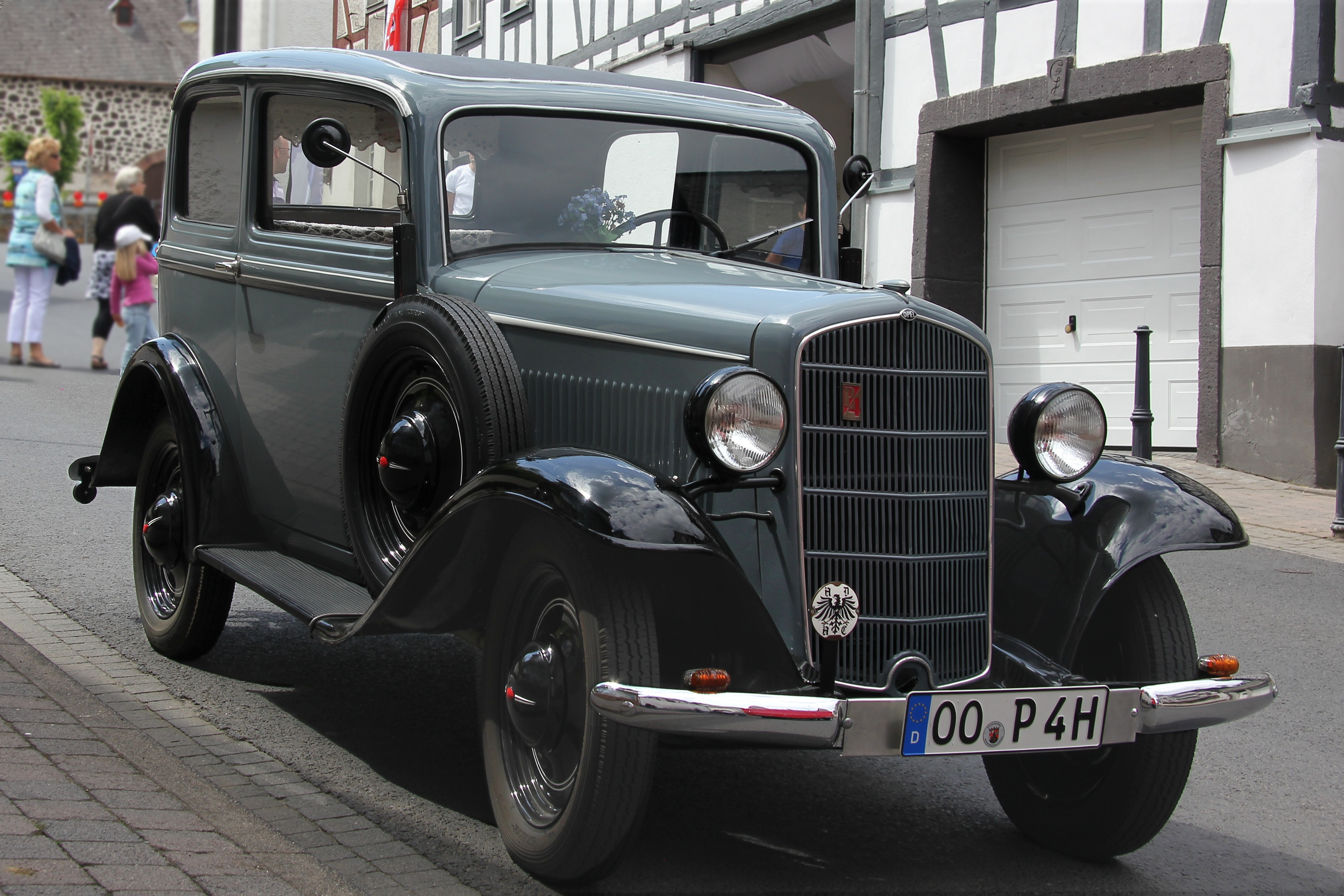
Ersatzrad auf dem rechten Kotflügel

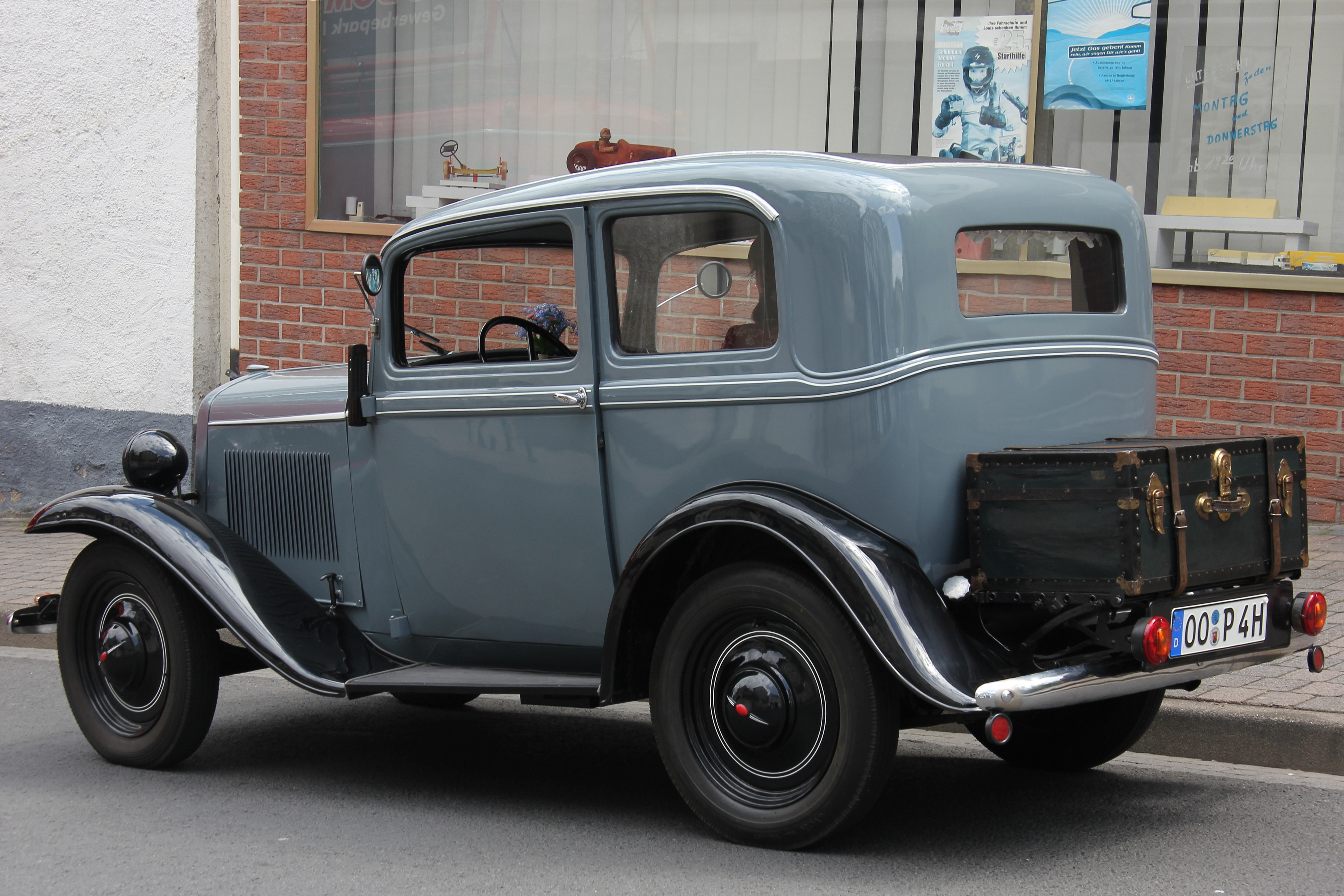
Koffer statt Kofferraum

Der Opel P4 war ein Automobil, von dem die Adam Opel AG zwischen September 1935 und Dezember 1937 im Stammwerk Rüsselsheim am Main 65.864 Stück baute. Das Fahrzeug bot Platz für vier Personen (4P, P4), hatte aber keinen Kofferraum. Es basierte technisch auf dem Vorgänger Opel 1,2 Liter, war jedoch äußerlich leicht verändert. Nach zwei Jahren lief die Produktion zugunsten des bereits 1936 vorgestellten ersten Opel Kadett aus.

## Preis
Der Preis des P4 (Standardmodell) betrug 1650 Reichsmark (RM). Um die Jahreswende 1936/37 wurde der Wagen zu einem „Winterpreis“ von nur 1450 RM angeboten, auch Spezial- und Kabriolimousine – anfangs zu 1880 RM angeboten – passten sich der Senkung an. Bei einem monatlichen Durchschnittsverdienst von 250 RM war der Wagen für breite Schichten erschwinglich. Er galt zusammen mit dem gleich stark motorisierten, moderneren (aber auch teureren) Kadett als einer der ersten „Volkswagen“. Dass der von Ferdinand Porsche entwickelte Volkswagen durchgesetzt wurde, war ein Politikum: Die mit dem 1935 errichteten Opelwerk Brandenburg zusammen mit Ford auf dem Gebiet leichter Lkw bereits marktbeherrschende Position amerikanischer Firmen in Deutschland sollte nicht zusätzlich auf den Pkw-Sektor ausgedehnt werden.

## Karosserie und Fahrgestell

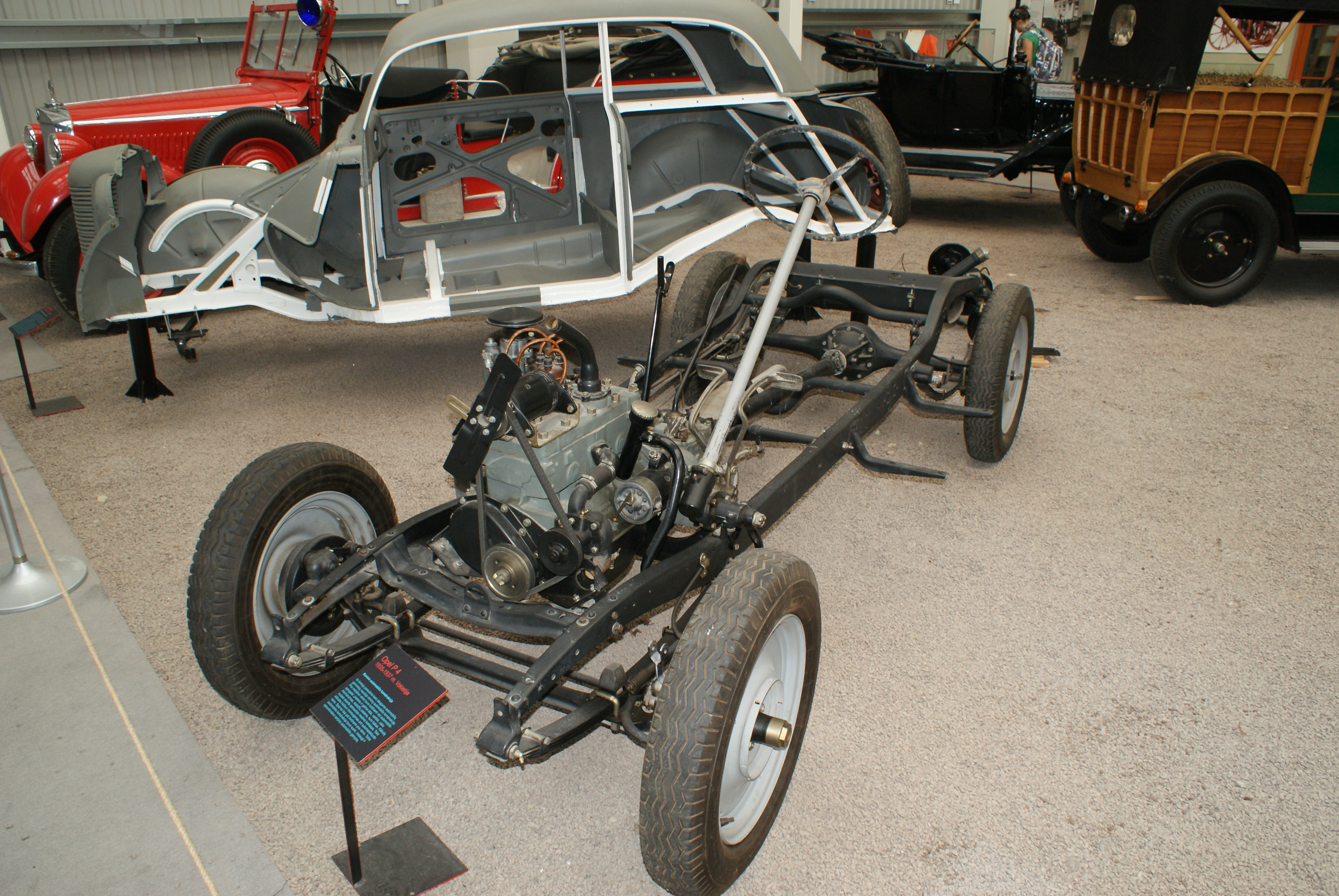
„Rollendes Chassis“ des P4. Im Hintergrund das Karosserie-Schnittmodell eines Kadett

Das Fahrgestell ist ein Leiterrahmen aus U-Profilen. Die Starrachsen sind an Blattfedern aufgehängt und mit hydraulischen Stoßdämpfern gedämpft. Die vier Bremsen werden über Seilzüge betätigt, sowohl mit dem Bremspedal, als auch mit der Handbremse – mit Hebel im Innenraum. Die Stahlscheibenräder tragen Reifen der Größe 4,25 × 17.
Die aus Holz und Stahl bestehende zweitürige Karosserie war auf den Rahmen aufgesetzt, die Türfenster mit einer Handkurbel versenkbar. Nur Front- und Heckscheibe bestanden aus Einscheiben-Sicherheitsglas („Sekurit“).
Lieferbar waren ursprünglich nur zwei Farben, grau und dunkelblau, jeweils mit schwarzen Kotflügeln. Das Dachmittelteil besteht bei Standard- und Spezial-Limousine aus einem fest installierten Kunststoffeinsatz. Das zusammenlegbare Verdeck der Cabrio-Limousine ist aus hellgrauem Segeltuch mit einem Rückfenster aus Glas. Im geschlossenen Zustand wird es durch in den Karosserierahmen eingesteckte Spriegel in Stellung gehalten und mit zwei Klemmen am Windschutzscheibenrahmen befestigt.
Das Armaturenbrett ist serienmäßig mit zwei großen, grünlich beleuchtbaren Rundinstrumenten mit Tachometer, Kilometerzähler, Benzinuhr und Ölmanometer, sowie Schaltern für die Lichtanlage, den Scheibenwischer und die Winker ausgestattet. Die Lehnen der nur am stehenden Fahrzeug verstellbaren Vordersitze sind umlegbar. Es gibt eine Innenbeleuchtung und einen innen angebrachten Rückspiegel, ein offenes Handschuhfach und zwei Türtaschen.
Die elektrische Anlage wird von einer 6-Volt-Lichtmaschine gespeist, die Batterie ist unter dem Fahrersitz eingebaut. Der Anlasser wird mit einem Fußschalter betätigt. Auch der Abblendschalter befindet sich im linken Fußraum. Am Fahrzeugheck sind zwei Leuchten angebracht, die Rücklicht, Bremslicht und Kennzeichenbeleuchtung enthalten. Zwei zusätzliche „Katzenaugen“ wurden erst nach Start des Modells ebenso gesetzlich vorgeschrieben wie eine blaue Kontrollleuchte für eingeschaltetes Fernlicht. Die Nachrüstung war Pflicht. Der Benzintank ist unterhalb der Rückwand angebaut, er fasst 25 Liter. Das Fahrzeug ist 3,34 m lang und ohne Sonderzubehör 755 kg schwer.

## Motor
Der auf dem Opel 1,2 Liter basierende wassergekühlte und seitengesteuerte (SV) Vierzylindermotor mit einem Hubraum von 1,1 Liter wurde im P4 mit 67,5 mm Bohrung und 75 mm Hub (1,2 Liter: 65 mm/90 mm) etwas weniger langhubig ausgelegt. Die Leistung betrug 23 PS (17 kW) bei einer Drehzahl von 3400/min. Die Höchstgeschwindigkeit von 85 km/h wurde vom Werk als Dauergeschwindigkeit bezeichnet und der P4 somit als „autobahnfest“ eingestuft. Der SV-Motor wurde im Opel Kadett noch bis zu dessen Produktionseinstellung im Oktober 1940 eingebaut. In der Sowjetunion erlebte er im Moskwitsch-400 mehrere Entwicklungsstufen und bildete Mitte der 1950er-Jahre noch die Basis für den 45 PS (33 kW) starken Motor des Moskwitsch-407, der mit vergrößerter Bohrung, höherer Nenndrehzahl und OHV-Ventilsteuerung (hängende Ventile) fast das Doppelte der ursprünglichen Leistung erreichte.
Die Motorleistung wurde über Einscheibentrockenkupplung, unsynchronisiertes Schaltgetriebe, Kardanwelle und Differential auf die Hinterräder übertragen; der nach hinten gekröpfte Schalthebel saß direkt auf dem Getriebe (Mittelschaltung). Der in der Werbung als besonders innovativ hervorgehobene und mit einer Lizenz des US-Herstellers Carter Carburetor von Opel selbst hergestellte Fallstromvergaser hatte eine Beschleunigungspumpe. Der Verbrauch an Fahrbenzin mit der sehr niedrigen Oktanzahl 72 betrug 8–10 l/100 km.

## Ausstattungsvarianten
Als Varianten bot Opel eine Cabrio-Limousine und eine Spezial-Limousine für 1880 RM an. Zu erkennen waren beide Modelle durch das Ersatzrad auf dem rechten Kotflügel statt am Heck und die hinten angebrachte ausklappbare Kofferbrücke, auf der ein als Zubehör angebotener Koffer freistehend mit Lederriemen befestigt wurde. Es konnte auch ein wasserdichter Behälter auf der Kofferbrücke verschraubt werden, der handelsübliche Koffer aufnahm und bei dem zur Karosserie hin Keder angebracht waren. Im Gegensatz zum Standardmodell mit Dreiganggetriebe, das übrigens serienmäßig ohne Stoßfänger und ohne Kraftstoffbehältervorratsanzeige ausgeliefert wurde, hatten Cabrio- und Spezial-Limousine ein Vierganggetriebe. Ab 1937 wurde in der Cabrio-Limousine das Dreiganggetriebe eingebaut.
Es wurde auch noch ein Kleinlieferwagen auf P4-Basis zum Preis von 1890 RM angeboten.
Im Jahr 1935 erreichte Opel mit den Vierzylindermodellen P4, seinem bis September 1935 gebauten Vorgängermodell Opel 1,2 Liter, dem Opel 1,3 Liter (bis Oktober 1935) und Olympia (ab April 1935) sowie dem Sechszylinderwagen Opel „6“ eine Gesamtproduktion von 100.000 Fahrzeugen und galt damit als größter Automobilhersteller Europas.